# Lijst van voetbalinterlands Bulgarije - Oostenrijk (vrouwen)
Deze lijst van voetbalinterlands is een overzicht van alle officiële voetbalinterlands tussen de nationale vrouwenteams van Bulgarije en Oostenrijk. De landen hebben tot nu toe twee keer tegen elkaar gespeeld.

## Wedstrijden
| № | Plaats      | Datum             | Competitie           | Wedstrijd              | Uitslag |
| - | ----------- | ----------------- | -------------------- | ---------------------- | ------- |
| 1 | Vöcklabruck | 21 september 2013 | WK 2015 kwalificatie | Oostenrijk − Bulgarije | 4 − 0   |
| 2 | Lovetsj     | 5 april 2014      | WK 2015 kwalificatie | Bulgarije − Oostenrijk | 1 − 6   |

## Samenvatting
| Competitie      | Totaal gespeeld | Winst Bulgarije | Gelijk | Winst Oostenrijk | Doelsaldo Bulgarije – Oostenrijk |
| --------------- | --------------- | --------------- | ------ | ---------------- | -------------------------------- |
| WK-kwalificatie | 2               | 0               | 0      | 2                | 1 − 10                           |
| Totaal          | 2               | 0               | 0      | 2                | 1 − 10                           |